# Затока Стрілець
42°55′ пн. ш. 132°26′ сх. д. / 42.917° пн. ш. 132.433° сх. д.
Затока Стрілець (рос. Зали́в Стрело́к) — внутрішня затока біля північно-східного берега затоки Петра Великого Японського моря, омиває південне узбережжя Приморського краю. Заходить до суші між мисом Майделя і мисом Гембачева. Довжина близько 12 км, ширина — до 15 км, глибина до 46 м. Береги затоки високі і кам'янисті, порослі переважно чагарником і травою. В береги затоки заходять кілька бухт, найбільші з яких: Розбійник, Абрек, Руднєва, а також бухта Назімова на острові Путятіна.
Острів Путятіна лежить посередині затоки і ділить його майже навпіл. Крім Путятіна також є ще декілька дрібніших острівців і скель: острів Нікольського, камені Унковського, острів Ірецького, кекури П'ять Пальців.
У затоці розташовані численні піщані та кам'янисті пляжі, де проводять літній відпочинок місцеві жителі й численні приїжджі з центральних районів краю і сусідніх регіонів.
На березі затоки розташовані такі населені пункти: Дунай, Путятін, Розбійник, Крим, Домашліно, Руднєво. Місто Фокіно розташоване за два кілометри від узбережжя.